# Campionatul de fotbal din Comore
Campionatul de fotbal din Comore este primul eșalon din sistemul competițional fotbalistic din Comore.

## Echipe
- AJSM Mutsamudu
- Chirazienne (Domoni)
- Comorozine (Domoni)
- Djacasse
- Etoile d'Or (Mirontsy)
- Etoile Filante (Tsembéhou)
- Faigaffe (Ouani)
- Gombessa Sports (Mutsamudu)
- Ngazi Sports (Mirontsy)
- Style Nouvel (Sima)

## Foste campioane
- 1979-80 : Coin Nord (Mitsamiouli)
- 1980-83 : necunoscut
- 1983-84 : necunoscut
- 1984-85 : necunoscut
- 1985-86 : Coin Nord (Mitsamiouli)
- 1986-89 : necunoscut
- 1989-90 : Coin Nord (Mitsamiouli)
- 1990-91 : Etoile du Sud (Foumboni)
- 1991-92 : Etoile du Sud (Foumboni)
- 1992-93 : US Zilimadjou
- 1993-97 : necunoscut
- 1997-98 : US Zilimadjou
- 1998-99 : necunoscut
- 1999-00 : necunoscut
- 2000-01 : Coin Nord (Mitsamiouli)
- 2001-02 : necunoscut
- 2002-03 : necunoscut
- 2003-04 : necunoscut
- 2005 : Coin Nord (Mitsamiouli)
- 2006 : AJSM (Mutsamudu)
- 2007 : Coin Nord (Mitsamiouli)
- 2008 : Etoile d'Or (Mirontsy)
- 2009 : Apaches Club (Mitsamiouli)
- 2010 :

## Performanțe după club
| Club          | Oraș        | Titluri | Ultimul titlu |
| ------------- | ----------- | ------- | ------------- |
| Coin Nord     | Mitsamiouli | 6       | 2007          |
| Etoile du Sud | Foumboni    | 2       | 1992          |
| US Zilimadjou | Zilimadjou  | 2       | 1998          |
| AJSM          | Mutsamudu   | 1       | 2006          |
| Etoile d'Or   | Mirontsy    | 1       | 2008          |
| Apaches Club  | Mitsamiouli | 1       | 2009          |